# Clarence Becker Milton
Clarence Becker Milton také jen CB Milton (* 11. dubna 1968 Surinam) je nizozemský zpěvák elektronické hudby, který se stal známým na počátku 90. let svými singly It's a Loving Thing, Send Me an Angel a Open Your Heart, s nimiž měl velký úspěch v UK Singles Chart Kromě toho nahrál tři hudební alba It's My Loving Thing (1994), The Way to Wonderland (1996) a From Here to There (1998) pro label Byte Records v belgických Antverpách.
Proslavil se svou účastí na multimediálním hudebním projektu Playing for Change, kterého se účastnili různí pouliční umělci z celého světa, aby na album nazpívali písně Stand by Me (Ben E. King) a Don't" Worry (Pierre Minetti). Je také členem skupiny Playing for Change Band, která vznikla s cílem propagovat tento projekt patřící Playing for Change Foundation, kterou založili producenti Mark Johnson a Whitney Kroenke. Tato nadace staví hudební a umělecké školy pro děti po celém světě.